# غده بالای چشم

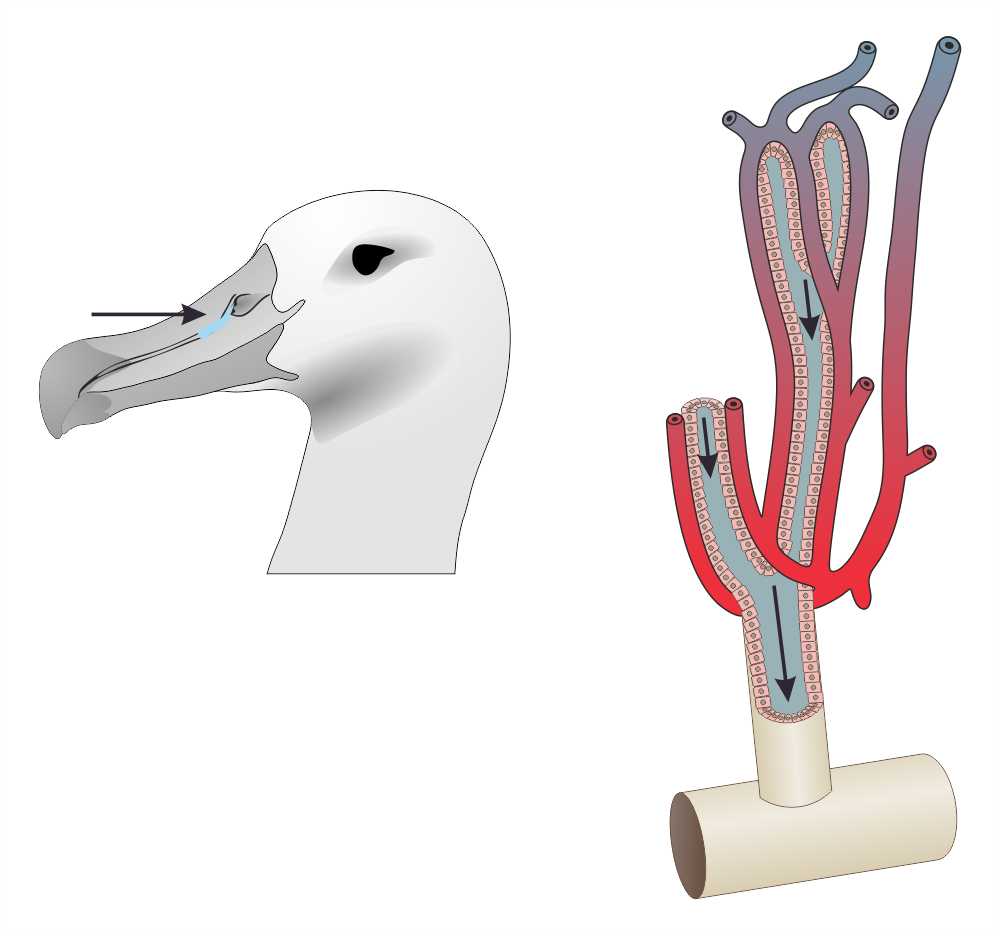
غده نمکی پرنده و ساختار درونی آن

پنگوئن ماژلانی

غده بالای چشم (به انگلیسی: Supraorbital gland) نوعی غده بینی کناری است که در برخی از گونه‌های پرندگان دریایی به ویژه پنگوئن‌ها یافت می‌شود و کلرید سدیم را از جریان خون حذف می‌کند. کارکرد این غده مشابه کارکرد کلیه‌ها است، اگرچه در از بین بردن نمک بسیار کارآمدتر است و به پنگوئن‌ها اجازه می‌دهد تا بدون دسترسی به آب شیرین، زنده بمانند. غده بالای چشم در اختیار کاکایی شاه‌ماهی‌خوار اروپایی نیز است - به مرغ دریایی اجازه می‌دهد تا آب دریا را بدون بیمار شدن بنوشد، اگرچه ترجیح می‌دهد که در صورت وجود آب تازه آن را بنوشد. برخلاف تصور رایج، این غده مستقیماً آب شور را به آب شیرین تبدیل نمی‌کند. اصطلاح بالای چشم به ناحیه درست بالای گودی چشم (که به عنوان کاسه چشم شناخته می‌شود) اشاره دارد.